# La donna scimmia
La donna scimmia è un film del 1964 diretto da Marco Ferreri, interpretato da Ugo Tognazzi e Annie Girardot, presentato in concorso al 17º Festival di Cannes. Il film è stato selezionato tra i 100 film italiani da salvare.

## Trama

Una foto di scena con Ugo Tognazzi e Annie Girardot

Napoli. Antonio Focaccia è un imbroglione da quattro soldi che vive di espedienti nella zona della Duchesca. Capitato per caso in un ospizio per vecchi, per vendere la sua merce, si accorge di una giovane completamente ricoperta di peli, Maria. La ragazza vive lì nascosta da sempre e Focaccia la persuade ad abbandonare l'ospizio in cui è rinchiusa e prendere parte ad uno spettacolo rudimentale, in cui lei sarà presentata al pubblico come unico esemplare vivente di donna-scimmia, ritrovata in una sperduta foresta africana. Maria accetta la proposta dell'uomo da cui però viene ingannata: Antonio, infatti la costringe ad esibirsi in uno spettacolo degradante (l'uomo arriverà addirittura a cercare di affidarla dietro pagamento ad uno zoologo pervertito).
Maria, scoperti gli inganni di Focaccia (di cui si è innamorata), torna sdegnata all'ospizio in cui era stata rinchiusa per tutta la sua vita e, non avendo altri mezzi per farla tornare con sé, Antonio la sposa. I due partiranno consapevolmente per una tournée organizzata da un impresario francese e si recheranno a Parigi, dove Maria s'accorgerà di attendere un figlio. Durante il parto madre e figlio muoiono e Antonio cede a un museo i loro corpi imbalsamati. Antonio, sempre pronto a sfruttare e lucrare da ogni occasione, una volta eseguita l'imbalsamazione, reclama i due corpi con la scusa di volerli seppellire. In realtà il suo obiettivo è esibirli al pubblico in un baraccone da fiera.

## Produzione
Prodotto da Carlo Ponti per la C.C.P. di Roma, il film fu girato negli stabilimenti di Tirrenia. Il ruolo della protagonista era stato offerto in primo luogo a Sophia Loren, moglie del produttore, la quale però rifiutò. Il produttore Carlo Ponti impose inizialmente un finale diverso al film, che si conclude con la morte del bambino e di Maria. Il finale girato dal regista proseguiva dopo questo tragico avvenimento mostrando il protagonista che, imbalsamati madre e bambino, continuerà a portare, da morti, i suoi fenomeni da baraccone in giro per l'Europa.
Esiste anche un terzo finale, proposto nella versione francese, in cui Maria e il bambino sopravvivono e il parto fa cadere tutti i peli a Maria. Antonio, non avendo più i suoi fenomeni, si redime e accetta un onesto lavoro al porto, assolvendo il suo ruolo di padre di famiglia: questo finale zuccheroso e familistico è del tutto lontano dal cinismo di Ferreri.
La trama s'ispira alla storia vera di Julia Pastrana, donna ipertricotica realmente vissuta nell'Ottocento, nata in Messico e sfruttata come fenomeno da baraccone da Theodore Lent. Lent arrivò davvero a fare imbalsamare la donna insieme al figlio neonato, quando entrambi morirono a Mosca, durante la loro tournée. Le mummie della donna e del figlio hanno ricevuto sepoltura, in Messico, solo nel 2013.

## Critica
Tullio Kezich nella Settimana Incom del 1º marzo 1964: "La donna scimmia assomiglia alla Strada di Fellini, più che a qualsiasi film. Tognazzi, che i più hanno trovato un po' debole in questo film, ci sembra invece esemplare nella sua ambiguità di uomo qualsiasi, legato al carro di un sistema dal quale non può assolutamente sciogliersi, non meno convincente di un'Annie Girardot patetica e coraggiosa".

## Versioni
Nel 2022, per il centesimo anniversario della nascita di Ugo Tognazzi, è stato attivato un crowdfunding che ha permesso di pubblicare per la prima volta in Blu-ray la versione restaurata dalla Cineteca di Bologna nel 2017. L'edizione restaurata propone in successione i tre diversi finali:
- il finale della versione italiana censurata;
- il finale voluto dal regista Marco Ferreri;
- il finale della versione cinematografica francese.